# Philiris doreia
Philiris doreia är en fjärilsart som beskrevs av Tite 1963. Philiris doreia ingår i släktet Philiris och familjen juvelvingar. Inga underarter finns listade i Catalogue of Life.